# Cardenius peringueyi
Cardenius peringueyi är en insektsart som beskrevs av Bolívar, I. Cardenius peringueyi ingår i släktet Cardenius och familjen gräshoppor. Inga underarter finns listade i Catalogue of Life.